# 尼古拉·布羅克-馬德森
尼古拉·布羅克-馬德森（丹麥語：Nicolai Brock-Madsen；1993年1月8日—）是一位丹麥足球運動員，在場上的位置是前鋒，現效力丹麥足球超級聯賽球會霍尔森斯。他曾代表丹麥國家足球青年隊參賽。

## 球會生涯

### 蘭訥斯
布羅克-馬德森在家鄉的兰讷斯弗雷亚球會展開足球生涯，首顆職業進球是2010年欧足联欧洲联赛對迪德朗日時取得，以6-1大勝對手。
2012/13球季，他成為了球會的主力成員，共上場28次，並在丹麥盃中打入決賽，可惜以1-0不敵埃斯比约無緣冠軍。

### 伯明翰城
2015年8月21日，布羅克-馬德森加盟英冠球會伯明翰，轉會費沒有對外公佈，但BBC報導稱在50萬英鎊左右，按條件可增至100萬鎊。四天後首次代表該球會上場，在下半場換入，球隊最終以2-0擊敗吉林汉姆晉級英格蘭聯賽盃第三輪。9月15日，他首次代表球隊在聯賽上場，以替補身入入替克莱顿·唐纳德森，但仍無助球隊以1-0敗給诺丁汉森林。
11月21日主場對查尔顿的賽事，布羅克-馬德森首次先發上場，代替因國家隊受傷的克莱顿·唐纳德森出任單箭頭，球隊最終以1-0戰敗。接下兩場賽事他仍然先發上場，可是輪到他受傷，他的位置被借用球員取代。唐纳德森傷愈後回到先發位置，使布羅克-馬德森在餘下賽事均沒有上場機會。
由於需要參加2016年夏季奧林匹克運動會，使布羅克-馬德森錯過球隊的季前集訓和季初比賽。在轉會窗最後一天，他被外借至荷蘭球會PEC施禾利至季末，據報導該球會有購入條款。加盟後便立即
代表球會在荷兰足球甲级联赛首次上場，9月10日以先發身份上場參加對烏德勒支。之後的荷蘭盃第一輪對第四級球會DVS'33梅開二度，以4-1取勝。布羅克-馬德森在上季受到傷患困擾，但冬歇後他保持出色狀態，在六場比賽中打進五球。整個球季，他在各項賽事上場25次並打進10球。儘管PEC施禾利希望留住布羅克-馬德森，但據報導他本人希望回到伯明翰在新教練取得一席位，可是雷德克纳普明確表示他本人在伯明翰並沒有未來。布羅克-馬德森自由轉會至荷蘭球會的交易告吹，布羅克-馬德森本人亦拒絕了丹麥球會的邀請。雷德克纳普的繼任者史蒂夫·科特里爾即使在球隊前鋒無力的情況下，亦不起用布羅克-馬德森。

### 克拉科維亞
2018年1月18日，不被重用的布羅克-馬德森被外借至波蘭足球甲級聯賽球會克拉科維亞至季末，亦附有購買權。波蘭冬歇復賽後的2月10日對弗羅茨瓦夫的比賽，他在下半場入替上場，最終以2-1全取3分。整個外借期間他共上場11次及打進1球。

### 聖美倫
布羅克-馬德森在2018年8月被外借至蘇超球會圣米伦，並在同月11日客訪格拉斯哥流浪時先發上場，比賽至69分鐘被換下。上場5次未取得入球後，球隊新教練奧兰·卡尼向布羅克-馬德森表示他在自己的計劃內。布羅克-馬德森於10月中回到伯明翰操練，但因仍屬外借身份在2019年1月1日前不能代表伯明翰比賽。雙方於2019年元旦解除合約。

### 賀森斯
2019年1月21日，他與丹超球會霍尔森斯簽下6個月短期合約。

## 國家隊生涯
布羅克-馬德森曾代表丹麥U18至U21各階級青年隊上場。
2016年6月，他被丹麥奧運隊徵召參加奧運前三場熱身賽。此外他亦出戰奧運小組賽三場比賽，但未有進球，丹麥最終以第二名完成小組賽。可是他沒有在淘汰賽第一輪不敵尼日利亞一戰上場。